# Minokąt
Minokąt este o arie protejată (sit de importanță comunitară — SCI) din Polonia întinsă pe o suprafață de 177,92 ha, integral pe uscat.

## Localizare
Centrul sitului Minokąt este situat la coordonatele 50°23′00″N 23°22′12″E / 50.3834°N 23.3701°E.

## Înființare
Situl Minokąt a fost declarat sit de importanță comunitară în octombrie 2009 pentru a proteja 1 specie de animale.

## Biodiversitate
Situată în ecoregiunea continentală, aria protejată conține 6 habitate naturale: Mlaștini turboase de tranziție și turbării mișcătoare, Păduri de stejar și carpen Galio-Carpinetum, Mlaștini împădurite, Păduri de brad Holy Cross (Abietetum polonicum), Lacuri eutrofice naturale cu vegetație de tip Magnopotamion sau Hydrocharition, Turbării active.
La baza desemnării sitului se află o specie protejată de  nevertebrate: libelule (Leucorrhinia pectoralis).